# Primar
Un primar (din latina vulgară primarius, însemnând "primul, principalul") este un politician care are rolul de autoritate executivă oficială din cadrul Consiliului Local al municipalității. În lume există o varietate de legi locale și obiceiuri în ceea ce privește puterile și responsabilitățile primarului, cât și în privința metodelor de a ajunge primar.

## Etimologie și regionalizare
Termenul de „primar” provine din latinescul vulgar (limba populară) „primarius”, care înseamnă „primul, principalul, de prim rang”.
Varianta franceză a cuvântului este maire (provenit din latina major). În Germania și în Țările de Jos magistratul șef al unui oraș era numit "magistru al cetățenilor" (G. Bürgermeister, Du. burgemeester; zonele din Belgia unde se vorbește franceza folosesc bourgmestre). Pe filieră germană a pătruns în Ungaria medievală instituția pólgármester-ului ("Bürgermeister"), care s-a păstrat până în prezent. Din Ungaria noțiunea a iradiat și la răsărit de Carpați, lucru care face ca în dreptul medieval român întâistătătorul unei cetăți să se numească pârcălab, care era ajutat de consilieri numiți pârgari (din magh. "pólgar", "cetățean", preluat din nemțescul bürger. În Italia primarul se numește sindaco, în Boemia starosta și în Spania alcalde, termen provenit din limba arabă.

## Primari după țară
Statele Unite
Primarii sunt aleși de obicei de către cetățenii localității pentru un mandat stabil. Ei împart puterea de obicei cu corpul legislativ local, cum ar fi consiliul municipal. Primarii pot fi și conducătorii consiliului local, fiind uneori aleși ca primari de către consiliu și nu de cetățeni, în timp ce sarcinile uzuale ale orașului sunt delegate unui profesionist manager de oraș.
În Salt Lake County din statul american Utah există un primar al comitatului. În plus, conducătorii executivi ai tuturor comitatelor din Tennessee și Hawaii sunt numiți "primari". Totuși, persoanele nu sunt numite, ci alese în funcție.
Canada
Primarii sunt aleși de obicei de către cetățenii municipiului pentru un mandat stabil. În majoritatea provinciilor, primarul guvernează după regulile unui sistem în care acesta nu are influență mare și este membru al consiliului municipal. În astfel de sisteme, primarul are un vot, ca și toți membri Consiliului, neavând puteri executive. În municipalitățile rurale, conducătorul Consiliului poate avea titlul de reeve și nu primar.
În alte țări, primarii sunt deseori numiți de o subdiviziune a guvernului federal sau regional. În câteva orașe, subdiviziuni cum ar fi arondismentul sau comitatul (borough) pot avea proprii lor primari; acesta e cazul, de exemplu, în Paris sau Mexico City.
Marea Britanie
În cabinetul primarului a avut dintotdeanua mai mult o funcție protocolară. Primari aleși prin vot direct având puteri executive au apărut în unele regiuni începând cu anul 2000. În Londra, protocolarul primar al Londrei, reprezentând orașul Londra, nu trebuie confundat cu primarul ales al Londrei care este responsabil pentru întreaga Londră, inclusiv suburbiile sale. Treizeci de orașe din Marea Britanie au Lord Primar (sau Lord Provost în Scoția).
Finlanda
Nu există primari, deși au existat planuri de a crea această funcție în Tampere. Cea mai mare funcție publică nu este obținută prin alegeri democratice, ci prin numirea de către consiliul municipal, și se numește kaupunginjohtaja "manager al orașului" sau kunnanjohtaja "manager municipal", în funcție de statutul localității - de oraș sau de municipiu. Cuvântul pormestari "primar", din limba suedeză - borgmästare "stăpânul castelului", se referă în mod imprecis la cea mai înaltă funcție a oficiului de stare civilă și nu la managerul orașului. Mai mult, pormestari este folosit ca titlu, și poate fi oferit pentru merite deosebite în funcția de manager de oraș. Managerul orașului este numit în Helsinki POLIOMIERLITA
', ce se traduce, din motive istorice, prin "primar șef".
România
Primarul unei comune, oraș sau municipiu se numește primar. El sau ea este ales pentru o perioadă de patru ani. În îndeplinirea responsabilităților sale, el este asistat de un consiliu local(consiliu local). Bucureștiul are un primar general(primar general) și șase primari de sector(primar de sector), câte unul pentru fiecare sector. Atribuțiile primarului și ale consiliului local sunt definite de Legea 215/2001 a Parlamentului României.

## Istoric
În ciuda etimologiei sale, cuvântul „primar” nu desemna însă o funcție în Roma Antică. Cuvântul a ajuns în uz mai ales în anturajul conducătorilor barbari ce s-au succedat la conducerea Imperiului Roman de Apus. Astfel, persoana însărcinată cu conducerea unei curții regale sau ducale se numea major domus. La curtea regilor francilor merovingieni, major domus sau praefectus palatii avea o putere atât de mare încât își putea detrona stăpânul (cazul lui Pepin de Herstal).